# Comité Paralímpico Estonio
El Comité Paralímpico de Estonio (en estonio: Eesti Paraolümpiakomitee) es el comité paralímpico nacional que representa a Estonia. Esta organización es la responsable de las actividades deportivas paralímpicas en el país y representa a Estonia en el Comité Paralímpico Internacional. Fue fundado en 1991 y está reconocido por el Comité Paralímpico Internacional y el Comité Paralímpico Europeo.